# Чивителла-ин-Валь-ди-Кьяна
Чивителла-ин-Валь-ди-Кьяна (итал. Civitella in Val di Chiana) — коммуна в Италии, располагается в области Тоскана, в провинции Ареццо.
Население коммуны, на 01.01.2024 года, составляет 8733 человека, плотность населения ─ 87,05 чел./км². Коммуна занимает площадь 100,33 км². Почтовый индекс — 52041. Телефонный код — 0575.
Покровителем коммуны почитается святой апостол Варфоломей, празднование 24 августа.

## Демография
Динамика населения:

## Администрация коммуны
- Официальный сайт: http://www.comune.civitella-in-val-di-chiana.ar.it/